# Luca Riccitelli
Luca Riccitelli (Fabriano, 1º giugno 1971) è un pilota automobilistico italiano, che ha preso parte a tre edizioni della 24 Ore di Le Mans (1999, 2002, 2006) vincendo nel 1999 e a due della 12 ore di Sembring (2000, 2002).

## Carriera
Luca Riccitelli ha iniziato la sua carriera sulle monoposto, correndo le prime gare nel Campionato Italiano di Formula 3 nel 1991. Nel 1993 ha concluso la stagione su una Dallara 393 alle spalle di Christian Pescatori, Marcello Ventre, Giancarlo Fisichella e Fabrizio De Simone, ex aequo con Federico Gemmo al quinto posto assoluto in campionato. Nel 1994 è arrivato secondo dietro a Fisichella. Ha gareggiato in varie serie di Formula 3 fino al 1996 quando poi è passato al campionato britannico di Formula 2.
Alla fine degli anni '90 ha è passato dalle monoposto alle vetture GT. Nel 2000 e nel 2001 è arrivato terzo assoluto nella classe N GT del campionato FIA GT, confermandosi anche nel 2005 nella classifica GT2 del Campionato Italiano Gran Turismo.
Il suo miglior posto alla 24 Ore di Le Mans è stato il 13º posto assoluto con la vittoria di classe nel 1999. Il miglior piazzamento alla 12 ore di Sebring è stato il 14º posto nel 2000.

## Palmarès
- 24 Ore di Le Mans: 1
1999 su Porsche 911 GT3-R[1]